# Giovanni Battista Carpanetto
Giovanni Battista Carpanetto (né à Turin le 30 septembre 1863  et mort dans la même ville le 26 juillet 1928) est un peintre et publicitaire italien.

## Biographie
Apprenti à la lithographie Doyen à Turin, il a étudié l'art à l'Accademia Albertina où il devient professeur.
Sa première exposition de peinture a  lieu en 1884, à la Mostra Nazionale di Torino, où il  présente le tableau Confidenze. D'autres œuvres importantes, toutes réalisées à la fin du XIXe siècle. Il convient de mentionner  le tableau Suicida, exposé à Venise en 1887  qui a suscité de nombreuses controverses.
À partir de 1898 et jusqu'en 1906 environ, il commence à travailler comme dessinateur d'affiches publicitaires et réalise des affiches pour des institutions publiques et  entreprises piémontaises. Parmi les œuvres les plus significatives de cette période figurent celles pour Gancia (1895), Fiat (1899) et La Stampa (1899).

## Œuvres
- Confidenze, 1884
- Prime onde grossi,
- Sogni azzurri,
- Sul Po presso Torino,
- Fanfulla,
- Ortaglie,
- Conseguenze,
- Foglie gialle,
- Tramonto sul Po,
- Lo specchio al sole,
- Miraggio,
- Scampoli,
- Critici gentili,
- Un decaduto,
- In tempestate securitas
- Madre.

## Images

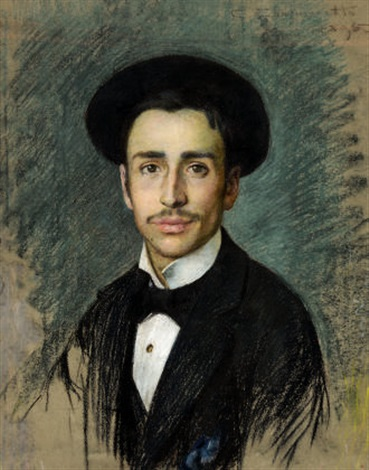
Portrait du sculpteur Edoardo Rubino (1896).
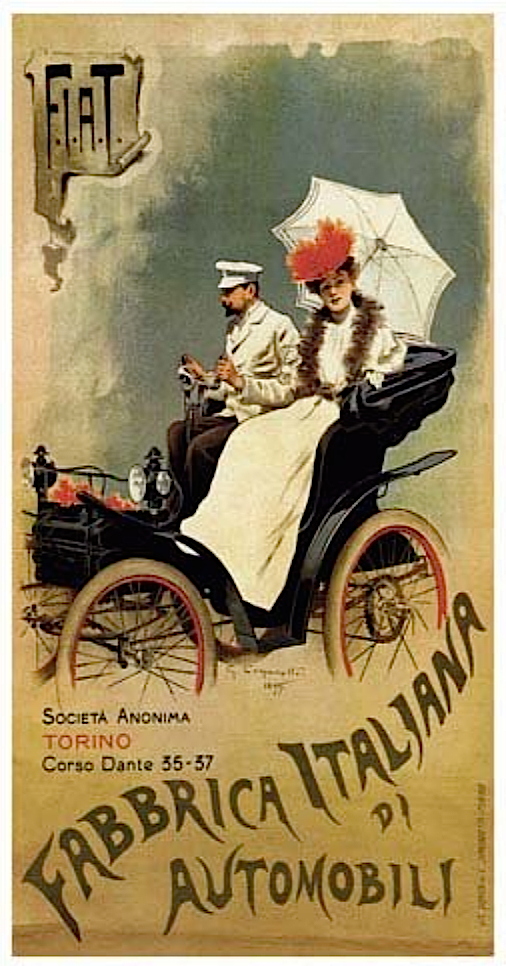
F.I.A.T. Società Anonyma Torino Fabbrica Italiana d'Automobili, affiche lithographique, 165 × 110 cm.
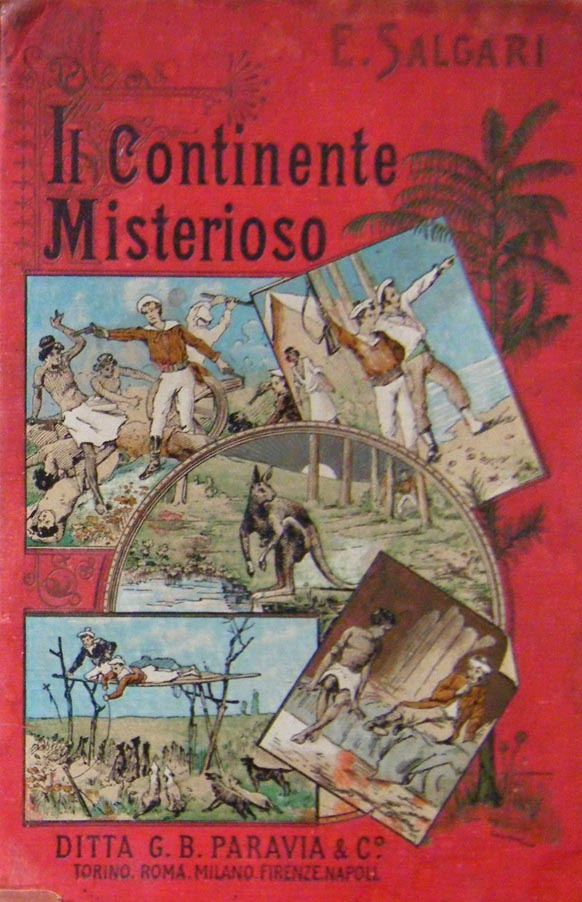
Couverture du livre Il continente misterioso de Emilio Salgari  Ed. Paravia.
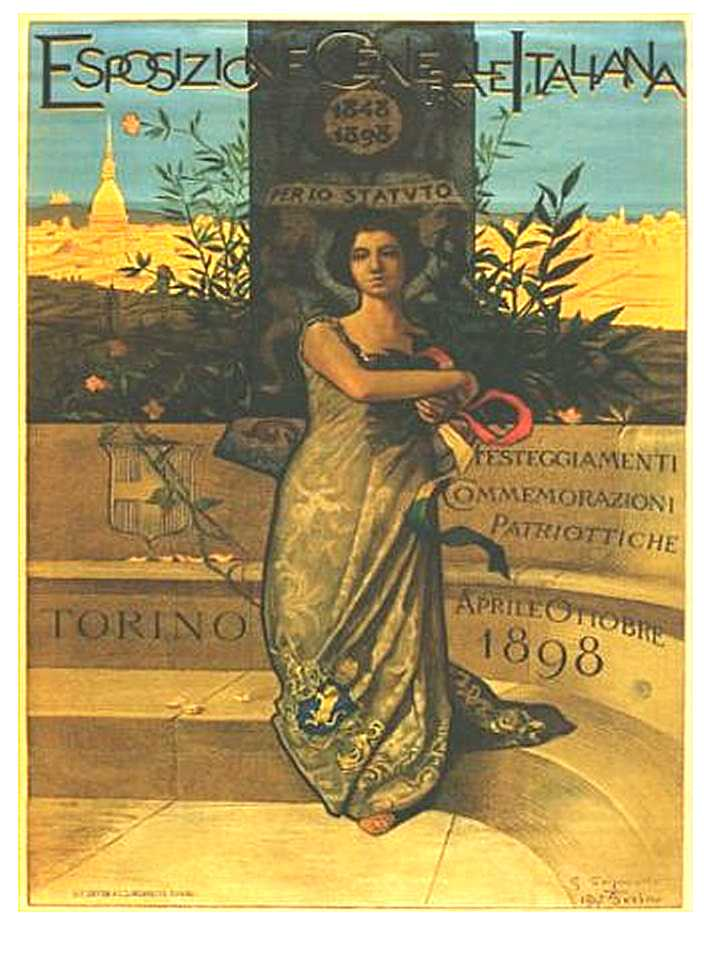
Affiche de l'exposition générale italienne de 1898 à Turin.